# Dwars door Vlaanderen 2010
De 65e editie van Dwars door Vlaanderen werd verreden op woensdag 24 maart 2010. De start was in Roeselare, de finish in Waregem, de afstand 200 km.

## Wedstrijdverloop
187 renners gingen van start in Roeselare. Er ontstaat een kopgroep van 4 renners die op 74 km van de finish een voorsprong heeft van 7'04". Team Sky leidt de achtervolging. Op de Eikenberg ontsnappen Boom, Boonen, Breschel en Leukemans. Hun maximale voorsprong wordt nooit meer dan 20 seconden, Team Sky controleert. Met nog 54 km te gaan worden ze teruggepakt. Nu rijden 20 renners weg die al snel 1 minuut voor het peloton rijden. Op de Oude Kwaremont breekt de kopgroep van 4 renners in 2 groepjes van 2. Op anderhalve minuut de groep van 20 en een halve minuut daarachter het peloton. Klier versnelt op de Oude Kwaremont in het peloton, Boonen volgt. Ook Breschel, Cancellare en Paolini volgen. Op de top stokt het tempo echter en de renners worden weer teruggepakt door het peloton. Op de Paterberg versnelt Boonen, nu volgen Cancellara, Breschel en Flecha. Vooral door Cancellara sluiten zij aan bij de 2e groep die nu op 40" rijdt van de 2 koplopers. Ook Paolini sluit nog aan uit de achtergrond. Niet veel later zijn ook de koplopers ingelopen. Er rijden nu 28 renners op kop. Op 22 km van de finish demarreert Breschel en hij raakt weg. Chainel gaat met Leukemans en Terpstra in de tegenaanval. Terwijl Breschel verder weg rijdt met achter zich het groepje van 3 komen in de achtergrond 50 renners weer terug bij elkaar. Op de Holstraat trekt Boonen fors door om het gat met het groepje van 3 te dichten, echter zonder resultaat. Lequatre gaat met Mol en Vanmarcke in de aanval, Nuyens schuift mee. Breschel houdt 20" op de 2e groep en 40" op het peloton. Hij houdt het vol en wint deze editie van Dwars door Vlaanderen, achter hem wordt Leukemans 2e en Terpstra 3e. 

## Hellingen
De volgende hellingen moesten in de editie van 2010 beklommen worden:

## Uitslag
| Plaats  | Naam              | Ploeg                 | Tijd     |
| ------- | ----------------- | --------------------- | -------- |
| Winnaar | Matti Breschel    | Saxo Bank-Sungard     | 4u49'37" |
| 2       | Björn Leukemans   | Vacansoleil-DCM       | + 7"     |
| 3       | Niki Terpstra     | Team Milram           | z.t.     |
| 4       | Steve Chainel     | BBox Bouygues Télécom | z.t.     |
| 5       | Mathew Hayman     | Team Sky              | z.t.     |
| 6       | Luca Paolini      | Acqua & Sapone        | z.t.     |
| 7       | Wouter Mol        | Vacansoleil-DCM       | z.t.     |
| 8       | Tom Veelers       | Skil Shimano          | z.t.     |
| 9       | Stijn Vandenbergh | Team Katusha          | z.t.     |
| 10      | William Bonnet    | BBox Bouygues Télécom | z.t.     |

1945 · 1946 · 1947 · 1948 · 1949 · 1950 · 1951 · 1952 · 1953 · 1954 · 1955 · 1956 · 1957 · 1958 · 1959 · 1960 · 1961 · 1962 · 1963 · 1964 · 1965 · 1966 · 1967 · 1968 · 1969 · 1970 · 1971 · 1972 · 1973 · 1974 · 1975 · 1976 · 1977 · 1978 · 1979 · 1980 · 1981 · 1982 · 1983 · 1984 · 1985 · 1986 · 1987 · 1988 · 1989 · 1990 · 1991 · 1992 · 1993 · 1994 · 1995 · 1996 · 1997 · 1998 · 1999 · 2000 · 2001 · 2002 · 2003 · 2004 · 2005 · 2006 · 2007 · 2008 · 2009 · 2010 · 2011 · 2012 · 2013 · 2014 · 2015 · 2016 · 2017 · 2018 · 2019 · 2020 · 2021 · 2022 · 2023 · 2024

Lijst van beklimmingen